# Georg von der Marwitz

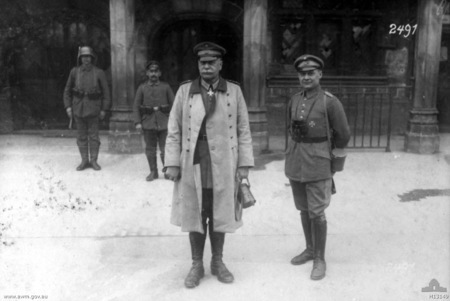
Georg von der Marwitz i Saint-Quentin.

Georg Cornelius Adalbert von der Marwitz, född den 3 juli 1856 i Klein Nossin i Pommern, död den 27 oktober 1929 i Wundichow,  var en tysk militär.
von der Marwitz officer vid kavalleriet 1875, generalstabsofficer 1888, överste 1905, generalmajor och chef för 1:a gardeskavalleribrigaden 1908, generallöjtnant och chef för 3:e divisionen (Stettin) 1911, generalinspektör för kavalleriet 1913 samt general 
av kavalleriet 1914. Under första världskriget förde han på ett framstående sätt 2:a kavallerikåren på tyska härens yttersta högra flygel i Belgien och Frankrike 1914, 38:e reservkåren och Beskidkåren på östfronten (vinterslaget i Masurien, Karpaterfronten) 1915, 6:e armékåren på östfronten (Volynien) 1915-16, 2:a armén på västfronten (Saint-Quentin, Cambrai, Somme) 1916-18 och 5:e armén på samma front (Maas) från september 1918. I december samma år avgick han ur aktiv tjänst.

## Utmärkelser
- Kommendör med stora korset av Svärdsorden, 1911.[1]